# Tűzgolyó
A Tűzgolyó a James Bond filmek negyedik része, mely a korábbiakhoz hasonlóan Ian Fleming regénye alapján készült 1965-ben. A rendezést ezúttal is Terence Youngra bízták, aki utoljára ült James Bond film direktori székében.
A történetet később Fleming regényének kissé rendezetlen jogi helyzete miatt Kevin McClory producer saját értelmezésében vitte újra filmre nemhivatalos Bond-filmként 1983-ban Soha ne mondd, hogy soha címmel, melyben szintén Connery játszotta Bondot.

## Cselekmény
|  | Alább a cselekmény részletei következnek! |

A film a FANTOM egyik ügynökének, Jacques Bouvar ezredes temetésével kezdődik, ahol természetesen a koporsóban nem ő fekszik. Mivel Bond is a helyszínen van, felismeri az özvegynek álcázott Bouvar ezredest, aki két munkatársát is megölte. Egy tárgyi eszközöket sem kímélő verekedésben végül Bondnak sikerül végeznie vele. Ezután Bond egy rakéta hátizsákkal és egy francia kolléganőjének a segítségével megszökik.
Bouvar ezredes a Fantom embere volt, akinek a halála a Fantom ülésén csak egy apró jelentést ért meg. Az ülésen Kettes ügynök beszámol a legújabb tervükről. A Fantom egy megvesztegetett embert átoperáltat és kitaníttat, hogy teljes mértékben helyettesíteni tudjon egy NATO pilótát. A pilóta feladata, hogy ellopjon egy atombombával felszerelt repülőgépet. A Fantom pechére Bond is épp abban a szanatóriumban pihen, melyben a katona.
A katona meggyilkolása után az álkatona veszi át a helyét. A gyakorló bevetésen sikeresen ellopja a repülőgépet és vele együtt a bombákat. Ezzel ismét megkezdődik a hajsza a Fantom és Bond között...

## Szereplők
| Szereplő                                              | Színész          | Magyar hang      |
| ----------------------------------------------------- | ---------------- | ---------------- |
| James Bond (007)                                      | Sean Connery     | Vass Gábor       |
| Dominique Domino Derval                               | Claudine Auger   | Egri Kati        |
| Emilio Largo                                          | Adolfo Celi      | Láng József      |
| Fiona Volpe                                           | Luciana Paluzzi  | Zakariás Éva     |
| Felix Leiter                                          | Rik Van Nutter   | Melis Gábor      |
| Lippe gróf                                            | Guy Doleman      | Balázsi Gyula    |
| Patricia Fearing                                      | Molly Peters     | Prókai Annamária |
| M                                                     | Bernard Lee      | Makay Sándor     |
| Q                                                     | Desmond Llewelyn | Varga Tamás      |
| Miss Moneypenny                                       | Lois Maxwell     | Vennes Emmy      |
| Belügyminiszter                                       | Roland Culver    | Pataky Imre      |
| Pinder                                                | Earl Cameron     | Gyürki István    |
| Francois Derval őrnagy                                | Paul Stassino    | Rudas István     |
| Angelo Palazzi                                        | Paul Stassino    | Karsai István    |
| Madame Boitier                                        | Rose Alba        | (nem szólal meg) |
| Vargas                                                | Philip Locke     | Tarján Péter     |
| Wladislav Kutze                                       | George Pravda    | Mikula Sándor    |
| Ernst Stavro Blofeld (Fantom) (hang)                  | Eric Pohlmann    | Pusztai Péter    |
| Quist                                                 | Bill Cummings    | Horányi László   |
| Dawson Sorhajókapitány                                | Patrick Holt     | Csuha Lajos      |
| Sir John légügyi marsall                              | Edward Underdown | Végh Ferenc      |
| 7-es ügynök                                           | Cecil Cheng      | Végh Ferenc      |
| 10-es ügynök                                          | André Maranne    | Megyeri János    |
| 5-ös ügynök                                           | Philip Stone     | Zágoni Zsolt     |
| 11-es ügynök                                          | Gábor Baraker    | Vizy György      |
| További magyar hangok                                 |                  |                  |
| Csuha Lajos, Katona Zoltán, Pethes Csaba, Végh Ferenc |                  |                  |

## Filmzene
1. "Thunderball (Main Title)" – Tom Jones
2. "Chateau Flight"
3. "The Spa"
4. "Switching the Body"
5. "The Bomb"
6. "Cafe Martinique"
7. "Thunderball (Instrumental)"
8. "Death of Fiona"
9. "Bond Below Disco Volante"
10. "Search for the Vulcan"
11. "007"
12. "Mr. Kiss Kiss Bang Bang"
13. "Gunbarrel/Traction Table/Gassing the Plane/Car Chase"
14. "Bond Meets Domino /Shark Tank/Lights out for Paula/For King and Country"
15. "Street Chase"
16. "Finding the Plane/Underwater Ballet/Bond with SPECTRE Frogmen/Leiter to the Rescue/Bond Joins Underwater Battle"
17. "Underwater Mayhem/Death of Largo/End Titles"
18. "Mr. Kiss Kiss Bang Bang (Mono Version)"

## Díjak és jelölések
Oscar-díj (1966)
- Díj a legjobb vizuális effektus kategóriában (John Stears)

BAFTA-díj (1966)
- Jelölés a legjobb brit díszlet (színes) kategóriában (Ken Adam)